# 宇野朗
宇野 朗（うの ほがら、1850年11月28日（嘉永3年10月5日） - 1928年（昭和3年）11月20日）は、東京大学医学部付属病院初代外科学教授、元同病院長。医学博士、東京帝国大学名誉教授。伊豆国三島伝馬町（現静岡県三島市）生まれ。
東京市浅草区小島町（現在の台東区小島）で樂山堂病院を開業。なお病院は東京大空襲により消失し、再建されなかった。墓所は多磨霊園。

## 栄典
位階
- 1886年（明治19年）7月8日 - 従六位[3]
- 1897年（明治30年）5月31日 - 正五位[4]

勲章等
- 1893年（明治26年）6月29日 - 勲六等瑞宝章[5]
- 1903年（明治36年）12月14日 - 東京帝国大学名誉教授[1]
- 1916年（大正5年）5月25日 - 勲五等瑞宝章[6]
- 1925年（大正14年）8月29日 - 勲四等瑞宝章[7]